# Orcs Must Die! 2
Orcs Must Die! 2 est un jeu vidéo d'action et tower-défense basé sur des pièges que Robot Entertainment a développé comme la suite de l'original Orcs Must Die!, Microsoft Game Studios publiant la suite pour Microsoft Windows le 30 juillet 2012 aux États-Unis. Le 2 avril 2012, Microsoft a annoncé le développement d'Orcs Must Die! 2 à la Penny Arcade Expo de Boston (PAX East), en mettant l'accent sur le jeu en coopération comme principal ajout par rapport à l'original. 

## Accueil
Orcs Must Die! 2 a reçu des critiques "favorables" selon le site d'agrégation de critiques Metacritic,,.
The Digital Fix lui a attribué neuf étoiles sur dix et l'a qualifié de « l'un [des] plus gros titres pour PC à faire grimacer sur le marché aujourd'hui ». The Escapist lui a également attribué quatre étoiles et demie sur cinq et a déclaré que le jeu « continue de s'appuyer sur son prédécesseur qui associait intelligemment deux genres différents dans un titre amusant et excentrique, et l'ajout de la coopération fait monter le plaisir d'un cran ». Metro UK a donné au jeu une note de huit sur dix et l'a qualifié de « l'un des meilleurs hybrides d'action Tower Defense à ce jour, avec beaucoup plus de profondeur que l'original - même s'il ressemble toujours au même jeu ». 